# Unidad Habitacional CTM, Hidalgo
Unidad Habitacional CTM är en ort i Mexiko.   Den ligger i kommunen Mineral de la Reforma och delstaten Hidalgo, i den sydöstra delen av landet, 90 km nordost om huvudstaden Mexico City. Unidad Habitacional CTM ligger 2 447 meter över havet och antalet invånare är 888.
Terrängen runt Unidad Habitacional CTM är kuperad åt nordost, men åt sydväst är den platt. Runt Unidad Habitacional CTM är det mycket tätbefolkat, med 1 135 invånare per kvadratkilometer. Närmaste större samhälle är Pachuca de Soto, 2,3 km nordväst om Unidad Habitacional CTM. Omgivningarna runt Unidad Habitacional CTM är i huvudsak ett öppet busklandskap.